# Kristien Dieltiens
Kristien Dieltiens (Antwerpen, 27 september 1954) is een jeugdauteur. Ze werkte sinds 1974 met kinderen die de inspiratiebron zijn voor haar boeken. Ze gaf les in de steinerschool van Brugge. Nadien werkte ze voltijds als auteur en illustrator en gaf lezingen voor alle leeftijden. Veel van haar boeken zijn vertaald.
Haar eerste jeugdroman, getiteld Olrac, verscheen in Duitse vertaling en kreeg in 2002 de prijs van de Vlaamse Kinder- en Jeugdjury. 

## Selectieve bibliografie
- De gouden bal (1997)
- Olrac  (12/10 2000)
- De moedervlek (2002)
- Kokkerellen (2002)
- Bloemen op de muur (2003)
- Ik ben nummer dertien (2004)
- Aude (2005)
- De nieuwe knecht van Sinterklaas (2005)
- De stille pijn van Luca (2005)
- En de zee nam Eben mee (2005)
- Knikkers op de weg (2005)
- Alles is Leander (2006)
- Helden eten chocopasta (2006)
- De wondermuts van Sinterklaas (2007)
- Ik wil een vriend met rode schoenen aan (2007)
- Candide (2008)
- Sinterklaas en het grote koekjesmonster (2008)
- Ik ben een pleegkind (2008)
- Ik ben Pomme (2008), illustraties van Stefanie De Graef
- Roos & Anders (2009)
- De zomer van gisteren & pudding (2009)
- Papinette (2009)
- Met flaporen de wereld rond en andere bijzondere voorleesverhalen over de geschiedenis van België (2010)
- Zo rood als Kiki (2010)
- Kelderkind (2012) is haar 50ste boek
- Theo en de mussen (2020)

## Prijzen
- 2002: Prijs van de Kinder- en Jeugdjury Vlaanderen 12 t/m 14 jaar voor Olrac
- 2005: Literatuurprijs provincie West-Vlaanderen voor De stille pijn van Luca
- 2008: Lees 1 7 6 t/m 9 jaar voor Ridders zijn nooit bang
- 2012: Literatuurprijs provincie Antwerpen voor Papinette
- 2012: West-Vlaamse provinciale prijs letterkunde voor Kelderkind
- 2013: Woutertje Pieterseprijs voor Kelderkind
- 2014: De Kleine Cervantes voor Kelderkind
- 2017: Prijs van de Kinder- en Jeugdjury 6 t/m 8 jaar voor Een reus van een beer